# カーマイン・ギャランテ
カーマイン・ギャランテ（Carmine Galante, 1910年2月21日 - 1979年6月12日）は、アメリカ合衆国のイタリア系犯罪組織コーサ・ノストラの幹部で、ボナンノ一家のボス。あだ名はリロ(Lilo)、シガー（Cigar…いつも葉巻を銜えていたことから）。
160cmそこそこしかない小男であったが、その凶暴性と気の強さで認められ、一家の創設者のジョゼフ・ボナンノの運転手から副ボスの座まで上り、ボナンノの引退後はボスも務めた。

## 生涯

### 生い立ち
シチリアのカステッランマーレ・デル・ゴルフォ出身の漁師の息子としてニューヨークのイースト・ハーレムに生まれる。11歳でストリートギャングになり、犯罪に手を染めた。1930年にはブルックリンでトラックを強奪しようとして警官に取り押さえられた際に警官に発砲して負傷させ、懲役12年半の判決を受ける。
1939年に釈放された後、約1年間ヴィト・ジェノヴェーゼ配下のヒットマンの輸送に携わる。また、ジェノヴェーゼの命で1943年に反マフィアのジャーナリスト・カルロ・トレスカの殺害に関与したといわれる。

### ボナンノ一家
その後、誘われてボナンノ一家に入り一家内で出世と続けるが1962年に麻薬取引の罪で収監され、懲役20年の判決を受ける。これは、フランク・コステロら彼への敵対勢力による共謀であった(実際、ギャランテは釈放後にコステロの墓石を爆破している)。収監されたルイスバーグ刑務所では、全米各地から収監されているマフィア組員の間の絶対的な支配者として君臨した。
ニューヨーク市警のマフィア専門家として著名なラルフ・サレルノ元刑事によれば、数多くのマフィアを相手にしてきたサレルノをして、あの目付きには背筋が寒くなったと言わしめたマフィアが二人おり、その内の一人はギャランテだったという。もう一人はガンビーノ一家のアンダーボスのアニエロ・デラクローチェである。
1972年に出所すると、当時の一家のボスのフィリップ・ラステリが1974年に逮捕・収監されたのを機にボスの座を奪い取り、当時ニューヨーク・マフィアの最大の実力者であるガンビーノ一家のボスのカルロ・ガンビーノの地位に挑戦するべく行動を開始し、ガンビーノ一家のメンバーの少なくとも8人の暗殺に関与した。1977年10月には一度拘束されるが、マフィア御用達として悪名高かったロイ・コーンの尽力もあり、1979年3月に5万ドルの保釈金により釈放された。
一方、ガンビーノは1976年に病死したが、その後を継いだポール・カステラーノや、ジェノヴェーゼ一家のボスのフランク・ティエリは、フロリダのサント・トラフィカンテらと共謀して、ギャランテの暗殺を計画した。

### 暗殺
ギャランテは、1979年6月19日にブルックリンのイタリアンレストランで食事を終えたところをスキーマスクで覆面した3人組の男にショットガンで殺害された。葉巻をくわえたまま絶命した写真はニューヨークの各誌の一面を飾ったという。この際に、ボディーガードのレオナルド・"ニノ"・コッポラ、従兄弟でレストランの経営者ジョゼフ・トゥラノも死亡した。直前に一緒にいた2人のシチリア出身のボディーガード(チェーザレ・ボンヴェントレ、Baldassare Amato)は席を外しており、彼らが暗殺を手引きしたと見られる。そして、暗殺の直接の実行者は一家のメンバー、アンソニー・インデリカート(Anthony Indelicato)、ドミニク・"ソニー・ブラック"・ナポリターノ、アンソニーの父アルフォンス・インデリカートらであった。彼らはギャランテ殺害の功績からカポやキャプテンに昇進したが、その後の内紛などによりアンソニー・インデリカート、Amato以外は殺害されている。その後、インデリカートはこの事件により1986年に懲役12年の判決を受けた(1998年に出所)。
ギャランテの死を受け、ボナンノ一家のボスの座には再び獄中のラステリが就任した。